# 辻村深月
辻村 深月（つじむら みづき、1980年2月29日 -）は、日本の小説家。山梨県笛吹市出身。

## 経歴
公務員の両親のもと、山梨県の石和町に生まれる。笛吹市立石和東小学校、笛吹市立石和中学校へ通う。
幼い頃から読書好きで、「シャーロック・ホームズシリーズ」や「少年探偵団シリーズ」などのミステリーから、『ズッコケ三人組』や『クレヨン王国』などのジュブナイルなどを読んでいた。小学校3年生で「悪霊シリーズ」でホラー小説に出会い、夢中になる。クラスで同シリーズも入っている講談社X文庫ティーンズハートが流行して、感化された小説を書き始めたので、自分も「小説は書いてもいい」と気付き、ノート数冊にホラー調の習作小説を書く。
小学校6年生の時に綾辻行人の『十角館の殺人』を読んで衝撃を受けて以来大ファンとなる。その後、綾辻の作品を読み漁り、何度もファンレターを送り、編集部の厚意で綾辻本人と手紙やメールを交わす間柄となったほど。ペンネームの「辻」も綾辻から取られた。また、17歳の時には自宅から埼玉県の書店まで京極夏彦のサイン会に友人と2人で出かけ、違反だと知りつつ思わず握手もするほどはしゃいでしまったという。
1998年に山梨学院大学附属高等学校特進コース、2002年に千葉大学教育学部卒業。千葉大学を選んだのはミステリ研究会があったから。卒業後は甲府にある県庁村会事務所で団体職員として働きながら執筆を続け、2004年「冷たい校舎の時は止まる」で第31回メフィスト賞を受賞しデビュー。同作は高校生の頃から書き始め、その後大学4年間で書き上げた作品。かなりの長編であったため、この枚数を受け入れてくれること、『十角館の殺人』と同じレーベルから出版されるということを考え、メフィスト賞に応募した。受賞は、打ち合わせの編集者に聞いた綾辻本人からの電話で知った。同作のヒロインに自分と同じ「辻村深月」と付けたのは、多くのミステリ作家に倣ったためである。2008年に退職し、専業作家となる。そしてこの頃、山梨で学生生活を送っていた頃から知っていた男性と結婚した。
2012年、『鍵のない夢を見る』で第147回直木三十五賞を受賞。山梨県から直木三十五賞受賞者が出たのは林真理子以来26年ぶりで、大変な騒ぎとなり、笛吹市庁舎には垂れ幕が掛けられ、地元紙「山梨日日新聞」でも、多数の記事や特集が組まれた。その後、笛吹市は2012年8月17日に行われた市制施行8周年記念式典で辻村に「笛吹市市民栄誉賞」第1号を授与し、表彰した。
2019年、「第12回ベストマザー賞2019」の文芸部門を受賞。同年3月15日から山梨日日新聞紙上で「琥珀の夏」（画 はるな檸檬）の連載を開始した。
2024年11月11日に、「anan AWARD 2024 クリエイティブ部門」を受賞。
2025年1月から直木賞の選考委員を務める。

## 人物
幼少期から『ドラえもん』や『パーマン』など藤子・F・不二雄作品のファンであり、『凍りのくじら』では各章にひみつ道具の名前を付けるというスタイルをとった。
また、ゲーム好きでもあり、『女神転生』や『天外魔境』のファンである。特に前者からは「絶対的なものがない世界観に衝撃を受けた」と語り、強い影響を受けていることを公言している。

## エピソード
- 『凍りのくじら』以降、装画をたびたび担当しているイラストレーターの佐伯佳美は大学時代からの親友で、デビュー前から絵をもらったり、「必ずプロになれるよ」と励まされていたりした[14]。
- NHKが、直木賞候補作の「ゼロ、ハチ、ゼロ、ナナ。」のNHK BSプレミアムチャンネルでのドラマ化の撮影直前の拒否による損害で、辻村深月の著作権管理委託者の講談社を相手に約5980万円の損害賠償を求め、2012年6月21日東京地方裁判所に提訴。東京地方裁判所は、2015年4月28日にNHKの訴えを棄却する判決を下した[15]。
  - 訴状によると、講談社は2011年11月制作を許諾。辻村深月が脚本チェックをしてNHKと修正の話し合いをしたが、納得できないと撮影開始直前の2012年2月6日に許諾を取り消した。制作側はすでに主演の長澤まさみをはじめキャスティングを決めており、キャンセル料が発生。脚本は完成し、美術製作も終わり、莫大な損害が出たうえ、撮影開始直前の中止は例が無くドラマ制作での信用が低下したと主張していた。講談社側は、主人公とその母親の関係の表現方法など「原作の改変が著者の意向に大きく反していたことから、NHKと話し合いを続けていましたが、合意に至らず、部分的な脚本訂正でなく、脚本とスケジュールの抜本的な再検討をお願いしたが拒否されたため、ドラマ化を見送りたいと、お伝えした」とコメントした[注釈 1]。
- 2013年のインタビューでは「紙の書籍でも、電子書籍でも、それぞれの方に合った形でお届けできればと思っています。まずは、幅広い方に作品を読んでいただきたい」と回答している[16]。

## 文学賞受賞・候補歴
- 2004年 - 『冷たい校舎の時は止まる』で第31回メフィスト賞受賞。
- 2006年 - 『凍りのくじら』で第27回吉川英治文学新人賞候補。
- 2007年 - 『ぼくのメジャースプーン』で第60回日本推理作家協会賞（長編及び連作短編集部門）候補。
- 2008年 - 『名前探しの放課後』で第29回吉川英治文学新人賞候補。
- 2009年 - 『ゼロ、ハチ、ゼロ、ナナ。』で第142回直木三十五賞候補。
- 2010年 - 『ゼロ、ハチ、ゼロ、ナナ。』で第31回吉川英治文学新人賞候補。
- 2011年
  - 『ツナグ』で第32回吉川英治文学新人賞受賞。
  - 「芹葉大学の夢と殺人」で第64回日本推理作家協会賞（短編部門）候補。
  - 『本日は大安なり』で第24回山本周五郎賞候補。
  - 『オーダーメイド殺人クラブ』で第145回直木三十五賞候補。
  - 『水底フェスタ』で第2回山田風太郎賞候補[17]。
- 2012年
  - 『オーダーメイド殺人クラブ』で第25回山本周五郎賞候補。
  - 『鍵のない夢を見る』で第147回直木三十五賞受賞。
- 2014年 - 『島はぼくらと』で第11回本屋大賞候補[18]。
- 2015年 - 『ハケンアニメ!』で第12回本屋大賞候補[19]。
- 2016年 - 『朝が来る』で第13回本屋大賞候補[20]。
- 2018年 - 『かがみの孤城』で第15回本屋大賞受賞[21]。
- 2019年 - 『傲慢と善良』で第7回ブクログ大賞（小説部門）受賞。

## ミステリ・ランキング
- 週刊文春ミステリーベスト10
  - 2017年 - 『かがみの孤城』10位
  - 2021年 - 『琥珀の夏』9位

- このミステリーがすごい!
  - 2012年 - 『水底フェスタ』13位、『オーダーメイド殺人クラブ』19位
  - 2018年 - 『かがみの孤城』8位
  - 2019年 - 『噛みあわない会話と、ある過去について』43位
  - 2022年 - 『琥珀の夏』23位

- 本格ミステリ・ベスト10
  - 2018年 - 『かがみの孤城』26位

- ミステリが読みたい!
  - 2012年 - 『オーダーメイド殺人クラブ』7位

## 作品リスト

### 小説

#### 長編
- 冷たい校舎の時は止まる（2004年6月 - 8月 講談社ノベルス【上・中・下】 / 2007年8月 講談社文庫【上・下】 / 限定愛蔵版：2019年6月 講談社）
- 子どもたちは夜と遊ぶ（2005年5月 講談社ノベルス【上・下】 / 2008年5月 講談社文庫【上・下】）
- 凍りのくじら（2005年11月 講談社ノベルス / 2008年11月 講談社文庫 / 限定愛蔵版：2024年6月 講談社）
- ぼくのメジャースプーン（2006年4月 講談社ノベルス / 2009年4月 講談社文庫 / 限定愛蔵版：2024年6月 講談社）
- スロウハイツの神様（2007年1月 講談社ノベルス【上・下】 / 2010年1月 講談社文庫【上・下】）
- 名前探しの放課後（2007年12月 講談社【上・下】 / 2010年9月 講談社文庫【上・下】） - 『メフィスト』2007年5月号 - 2008年1月号 連載（第6章まで）
- 太陽の坐る場所（2008年12月 文藝春秋 / 2011年6月 文春文庫） - 『別册文藝春秋』2008年1月号 - 11月号 連載
- ゼロ、ハチ、ゼロ、ナナ。（2009年9月 講談社 / 2012年4月 講談社文庫）
- V.T.R.（2010年2月 講談社ノベルス / 2013年2月 講談社文庫） - 「スロウハイツの神様」のチヨダ・コーキのデビュー作という設定
- 本日は大安なり（2011年2月 角川書店 / 2014年1月 角川文庫） - 『野性時代』2009年8月号 - 2010年8月号 連載
- オーダーメイド殺人クラブ（2011年5月 集英社 / 2015年5月 集英社文庫）-『小説すばる』2009年11月号 - 2010年11月号 連載
- 水底フェスタ（2011年8月 文藝春秋 / 2014年8月 文春文庫） - 『別册文藝春秋』2010年1月号 - 2011年5月号 連載
- 島はぼくらと（2013年6月 講談社 / 2016年7月 講談社文庫）
- 盲目的な恋と友情（2014年5月 新潮社 / 2017年1月 新潮文庫）
- ハケンアニメ!（2014年8月 マガジンハウス / 2017年9月 マガジンハウス文庫） - 『an・an』No.1830 2012年11月7日号 - No.1917 2014年8月13日・20日合併号
  - 文庫版のみスピンオフ作品「執事とかぐや姫」（JT Webサイト「ちょっと一服ひろば」2015年2月）併録
- 朝が来る（2015年6月 文藝春秋 / 2018年9月 文春文庫） - 『別册文藝春秋』2014年1月号 - 2015年3月号 連載
- 東京會舘とわたし（2016年7月 朝日新聞出版【上(旧館)・下(新館)】 / 2019年9月 文春文庫【上(旧館)・下(新館)】） - 『サンデー毎日』2014年6月8日号 - 2015年8月2日号 連載
  - 文庫版のみ下巻に新章「おかえりなさい、東京會舘」（『サンデー毎日』2019年3月17日号）を追加収録
- クローバーナイト（2016年11月 光文社 / 2019年11月 光文社文庫） - 『VERY』2014年4月号 - 2016年6月号 連載
- かがみの孤城（2017年5月 ポプラ社 / 2021年3月 ポプラ文庫【上・下】 / 2022年3月 ポプラキミノベル【上・下】） - 『asta*』2013年11月号 - 2014年10月号 連載
- 青空と逃げる（2018年3月 中央公論新社 / 2021年7月 中公文庫） - 『読売新聞』夕刊 2015年5月27日 - 2016年5月21日 連載
- 小説 映画ドラえもん のび太の月面探査記（2019年2月 小学館 / 2019年2月 小学館ジュニア文庫 / 2022年3月 小学館文庫） - 同映画の脚本も担当[22]
  - 小学館文庫版のみ「ルカの地球探査記」（『映画ドラえもん のび太の月面探査記』Blu-ray+DVDプレミアム版 特典 2019年8月）併録
- 傲慢と善良（2019年3月 朝日新聞出版 / 2022年9月 朝日文庫） - 『週刊朝日』2017年3月3日号 - 2018年2月16日号 連載
- 琥珀の夏（2021年6月 文藝春秋 / 2023年9月 文春文庫） - 『山梨日日新聞』2019年3月15日 - 2020年4月18日 連載
- 闇祓(やみはら)（2021年10月 KADOKAWA / 2024年6月 角川文庫） - 『小説 野性時代』2019年3月号 - 2021年3月号 連載
- この夏の星を見る（2023年6月 KADOKAWA / 2025年6月 角川つばさ文庫【上・下】 / 2025年6月 角川文庫【上・下】） - 『東京新聞』『中日新聞』『北海道新聞』『西日本新聞』夕刊 2021年6月21日 - 2022年8月22日 連載

#### 短編集
- ロードムービー（2008年10月 講談社 / 2010年9月 講談社ノベルス / 2011年9月 講談社文庫 / 2013年8月 講談社青い鳥文庫 絵:toi8）
  - ロードムービー（『esora』vol.5）
  - 道の先（『esora』vol.5）
  - トーキョー語り（『メフィスト』2009年1月号） - ノベルス版と文庫版にのみ追加収録
  - 雪の降る道（『メフィスト』2005年1月号）
  - 街灯（書き下ろし） - ノベルス版と文庫版にのみ追加収録
- ふちなしのかがみ（2009年6月 角川書店 / 2012年6月 角川文庫）
  - 踊り場の花子（『野性時代』2008年9月号）
  - ブランコをこぐ足（『野性時代』2006年12月号）
  - おとうさん、したいがあるよ（『野性時代』2008年1月号）
  - ふちなしのかがみ（『野性時代』2007年2月号）
  - 八月の天変地異（『野性時代』2008年11月号）
- 光待つ場所へ（2010年6月 講談社 / 2012年6月 講談社ノベルス / 2013年9月 講談社文庫）
  - しあわせのこみち（『esora』vol.6）
  - アスファルト（書き下ろし） - ノベルス版と文庫版にのみ追加収録
  - チハラトーコの物語（『esora』vol.8 「『嘘』という美学」改題）
  - 樹氷の街（『esora』vol.9）
- ツナグ（2010年11月 新潮社 / 2012年9月 新潮文庫）
  - アイドルの心得（『yom yom』vol.12）
  - 長男の心得（『yom yom』vol.13）
  - 親友の心得（『yom yom』vol.14）
  - 待ち人の心得（『yom yom』vol.15）
  - 使者の心得（『yom yom』vol.16）
- サクラ咲く（2012年3月 光文社 / 2014年3月 光文社文庫）
  - 約束の場所、約束の時間（進研ゼミ『中二講座』2009年9月号 - 2010年3月号）
  - サクラ咲く（進研ゼミ『中一講座』2010／2011年度）
  - 世界で一番美しい宝石（『小説宝石』2011年7月号）
- 鍵のない夢を見る（2012年5月 文藝春秋 / 2015年7月 文春文庫）
  - 仁志野町の泥棒（『オール讀物』2009年10月号）
  - 美弥谷団地の逃亡者（『オール讀物』2010年1月号）
  - 石蕗南地区の放火（『オール讀物』2010年4月号）
  - 芹葉大学の夢と殺人（『オールスイリ2011』）
  - 君本家の誘拐（『オールスイリ2012』）
- 家族シアター（2014年10月 講談社 / 2018年4月 講談社文庫）
  - 「妹」という祝福（『esora』vol.7）
  - サイリウム（『小説すばる』2011年6月号）
  - 私のディアマンテ（『小説現代』2011年5月号）
  - タイムカプセルの八年（『別册文藝春秋』2012年7月号）
  - 1992年の秋空（『We are 宇宙兄弟』vol.01 「宇宙姉妹ー1992年の秋空ー」改題）
  - 孫と誕生会（書き下ろし）
  - タマシイム・マシンの永遠（『Pen+ 大人のための藤子・F・不二雄』2012年 10/1号）
- きのうの影踏み（2015年9月 KADOKAWA / 2018年8月 角川文庫）
  - 十円参り（『メフィスト』2009年8月号）
  - 手紙の主（『Mei（冥）』2013年10月号）
  - 丘の上（『Mei（冥）』2012年10月号）
  - 殺したもの（『Mei（冥）』2013年4月号）
  - スイッチ（『Mei（冥）』2014年4月号）
  - 私の町の占い師（『そっと、抱きよせて 競作集 <怪談実話系>』2014年7月）
  - やみあかご（『Mei（冥）』2013年4月号）
  - だまだまマーク（『きっと、夢にみる 競作集 <怪談実話系>』2015年4月）
  - マルとバツ（『Mei（冥）』2013年4月号）
  - ナマハゲと私（『Mei（冥）』2014年11月号）
  - タイムリミット（『小説現代』2007年2月号）
  - 噂地図（書き下ろし）
  - 七つのカップ（『怪談実話系/愛 書き下ろし怪談文芸競作集』2013年11月）
- 噛みあわない会話と、ある過去について（2018年6月 講談社 / 2021年10月 講談社文庫）
  - ナベちゃんのヨメ（Kindle Singles 2015年12月）
  - パッとしない子（Kindle Singles 2017年7月）
  - ママ・はは（『宮辻薬東宮』2017年6月）
  - 早穂とゆかり（『小説トリッパー』2014年夏号）
- ツナグ 想い人の心得（2019年10月 新潮社 / 2022年7月 新潮文庫） - 連載時のタイトルは『ツナグ2』
  - プロポーズの心得（『yom yom』vol.31）
  - 歴史研究の心得（『yom  yom』vol.33）
  - 母の心得（『yom  yom』vol.37）
  - 一人娘の心得（『yom  yom』vol.42）
  - 想い人の心得（『yom yom』vol.52）
- レジェンドアニメ!（2022年3月 マガジンハウス）
  - 九年前のクリスマス（『an・an』No.1885 2014年1月1日・8日合併号）
  - 声と音の冒険[23]（『an・an』No.2232 2021年1月13日号 - No.2235 2月3日号）
  - 夜の底の太陽（『an・an』No.1951 2015年4月22日号）
  - 執事とかぐや姫（『ハケンアニメ!』文庫版に収録）
  - ハケンじゃないアニメ（書き下ろし）
  - 次の現場へ（『an・an』No.2204 2020年6月17日号 - No.2207 7月8日号「次の現場、SPECIAL」改題）
- 嘘つきジェンガ（2022年8月 文藝春秋）
  - あの人のサロン詐欺（『オール讀物』2021年9月・10月合併号）
  - 五年目の受験詐欺（『オール讀物』2022年7月号）
  - 2020年のロマンス詐欺（『神様の罠』2021年6月）

### 絵本
- すきって いわなきゃ だめ？（絵：今日マチ子 2019年5月 岩崎書店）

### エッセイ
- ネオカル日和（2011年11月 毎日新聞社 / 2015年10月 講談社文庫） - エッセイ33編、ルポ10編、ショートショート及び短編小説「彼女のいた場所」「写真選び」「さくら日和」「七胴落とし」収録
- 図書室で暮らしたい（2015年11月 講談社 / 2020年10月 講談社文庫） - エッセイ79編、短編小説「おじいちゃんと、おひさまのかおり」収録
- あなたの言葉を（2024年4月 毎日新聞出版）

### ガイドブック
- Another side of 辻村深月（2023年3月 KADOKAWA）- 短編小説「薄明の流れ星」（書き下ろし）・「影踏みの記憶」（「KADOKAWAアプリ」2018年8月）収録

### その他
- ドラことば 心に響くドラえもん名言集（2006年9月 小学館）- 6編のコラムを収録
- 本題 西尾維新対談集（2014年9月 講談社 / 2016年10月 講談社文庫） - 西尾維新との対談「『今』しか書けない物語」を収録
- 戦後文学を読む（2016年3月 講談社） - 奥泉光・佐伯一麦との合評「椎名麟三を読む」を収録
- シークレット 綾辻行人ミステリ対談集in京都（2020年9月 光文社）

### アンソロジー（編纂）
- 辻村深月選 スペシャル・ブレンド・ミステリー 謎008（2013年10月 講談社文庫）
- 江戸川乱歩傑作選 蟲（2016年11月 文春文庫）

### アンソロジー（収録）
「」内が辻村深月の作品

#### 小説
- こどものころにみた夢（2008年6月 講談社 / 2022年12月 講談社文庫）「タイムリミット」 - 絵・吉田尚令
- 9の扉（2009年7月 マガジンハウス / 2013年11月 角川文庫）「さくら日和」 - 北村薫・麻耶雄嵩他らによるリレー短編集
- 神林長平トリビュート（2009年11月 早川書房 / 2012年4月 ハヤカワ文庫JA）「七胴落とし」 - 神林長平へのトリビュート作品集、神林の同題作品のリメイク
- 暗闇を見よ（2010年11月 光文社カッパ・ノベルス / 2015年4月 光文社文庫）「十円参り」
- ザ・ベストミステリーズ  2011 推理小説年鑑（2011年7月 講談社）「芹葉大学の夢と殺人」
  - 【分冊・改題】Guilty 殺意の連鎖 ミステリー傑作選（2014年4月 講談社文庫）
- 宇宙小説（2012年3月 講談社文庫）「宇宙姉妹ー1992年の秋空ー」
- いつか、君へ Boys（2012年6月 集英社文庫）「サイリウム」
  - 【再編集・改題】短編学校（2017年6月 集英社文庫）
- 驚愕遊園地（2013年11月 光文社 / 2016年5月 光文社文庫）「美弥谷団地の逃亡者」
- 怪談実話系/愛 書き下ろし怪談文芸競作集（2013年11月 角川文庫）「七つのカップ」
- 時の罠（2014年7月 文春文庫）「タイムカプセルの八年」
- そっと、抱きよせて 競作集 <怪談実話系>（2014年7月 角川文庫）「私の町の占い師」
- きっと、夢にみる 競作集 <怪談実話系>（2015年4月 角川文庫）「だまだまマーク」
- 日本文学100年の名作 第10巻2004-2013 バタフライ和文タイプ事務所（2015年6月 新潮文庫）「仁志野町の泥棒」
- 謎の放課後 学校の七不思議（2015年8月 角川文庫）「踊り場の花子」
- 「いじめ」をめぐる物語（2015年9月 朝日新聞出版 / 2018年8月 朝日文庫）「早穂とゆかり」
- 宮辻薬東宮（2017年6月 講談社 / 2019年11月 講談社文庫）「ママ・はは」
- ショートショートドロップス（2019年2月 キノブックス / 2021年1月 角川文庫）「さくら日和」
- あなたの不幸は蜜の味 イヤミス傑作選（2019年7月 PHP文芸文庫）「石蕗南地区の放火」
- Day to Day（2021年3月 講談社 / 2021年3月 講談社【愛蔵版】）「4/1 今日からはじまる物語」
- Story for you（2021年3月 講談社）「8/30 明日にひろがる物語」
- 神様の罠（2021年6月 文春文庫）「2020年のロマンス詐欺」
- はじめての（2022年2月 水鈴社）「ユーレイ」
- あなたの涙は蜜の味 イヤミス傑作選（2022年9月 PHP文芸文庫）「パッとしない子」
- 七つのカップ 現代ホラー小説傑作集（2023年12月 角川ホラー文庫）「七つのカップ」
- 時ひらく（2024年2月 文春文庫）「思い出エレベーター」
- 教室の怖い噂（2024年11月 汐文社）「踊り場の花子」
- 小説集 筋肉少女帯小説化計画（2025年5月 KADOKAWA）「中2病の神ドロシー」

#### エッセイ他
- 日本の作家60人 太鼓判！のお取り寄せ（2011年6月 講談社）「『西之門』酒蔵吟醸甘酒」
- 作家の放課後（2012年2月 新潮文庫）「メンクイのすゝめ」
- とっさの方言（2012年8月 ポプラ文庫）「くじら」
- 忘れられない一冊（2013年9月 朝日文庫）「鞄を壊した子」
- 作家の履歴書 21人の人気作家が語るプロになるための方法（2014年2月 KADOKAWA / 2016年4月 角川文庫） - インタビュー・アンケート
- 直木賞受賞エッセイ集成（2014年4月 文藝春秋）「十七歳のサイン会」
- つやつや、ごはん（2014年9月 河出書房新社）「祖母の味噌むすび」
- 3時のおやつ ふたたび（2016年2月 ポプラ文庫）「二色ムースのしあわせ」
- ベスト・エッセイ2016（2016年6月 光村図書出版）「作家になって十年」
- まるまる、フルーツ（2016年8月 河出書房新社）「くだもの絶品料理」
- 作家の口福 おかわり（2016年9月 朝日新聞出版）- 4編のエッセイを収録
- 十歳までに読んだ本（2017年7月 ポプラ社）「モモ」
- 奇想天外 21世紀版アンソロジー（2017年10月 南雲堂）「デビュー前夜の思い出」
- 学校に行きたくない君へ（2018年8月 ポプラ社）「楽しいことがあれば、それを生きる理由に」 - インタビュー
- 何げなくて恋しい記憶 随筆集 あなたの暮らしを教えてください1（2023年3月 暮しの手帖社）「墨の香る教室の先で」
- 65人のこどものはなし（2025年7月 光村図書出版）「マムシの記憶」

### 単行本未収録作品
- 少女の国（『少女の国 今井キラ作品集』2014年6月 ステュディオ・パラボリカ）
- 化粧は女を嫉妬させる。（『an・an』No.2020 2016年9月21日号）
- こどもかいしゅうしゃ（『小学一年生』2019年1月号付録） - 絵本、絵：加藤カトヲ
- ファイア・ドーム（『STORY BOX』2019年6月号 - 2023年8月号）
- 罪と罰のコンパス（『メフィスト』2021 AUTUMN VOL.1 - 連載中）
- ツナグ
  - ご縁の心得（『小説新潮』2025年1月号）
- やさしい地上げ屋（『毎日新聞』夕刊 2025年2月5日- 連載中）

### 作詞
- 「彼方のノック」（第87回・第88回NHK全国学校音楽コンクール 高等学校の部 課題曲） - 作曲は土田豊貴[24]

## メディア・ミックス

### テレビドラマ
NHK総合テレビ
- よる★ドラ
  - 本日は大安なり（2012年1月10日 - 3月13日、全10話、主演：優香）

フジテレビ系
- 世にも奇妙な物語'13 春の特別編
  - 階段の花子（2013年5月11日、主演：徳井義実、原作：踊り場の花子『ふちなしのかがみ』所収）

- オトナの土ドラ（東海テレビ制作）
  - 朝が来る（2016年6月4日 - 7月30日、全8話、主演：安田成美）

WOWOW
- 連続ドラマW
  - 鍵のない夢を見る（2013年9月1日 - 9月29日、全5話、主演：倉科カナ、成海璃子、木村多江、高梨臨、広末涼子）

### WEBドラマ
NOTTV
- サクラ咲く（2016年3月6日 - 27日、全4話、主演：新井愛瞳、新田真剣佑、神尾楓珠、戸塚純貴、小園凌央、高橋愛）

### 映画
- ツナグ（2012年10月6日公開、配給：東宝、監督：平川雄一朗、主演：松坂桃李）
- 太陽の坐る場所（2014年10月4日公開、監督：矢崎仁司、主演：水川あさみ）
- 映画ドラえもん のび太の月面探査記（2019年3月1日公開、監督：八鍬新之介、主演：水田わさび）[22]
  - 書き下ろし脚本
- 朝が来る（2020年10月23日公開、監督：河瀬直美、主演：永作博美）
- ハケンアニメ!（2022年5月20日公開、監督：吉野耕平、主演：吉岡里帆）
- かがみの孤城（2022年12月23日公開、監督：原恵一、主演：當真あみ）
- 傲慢と善良（2024年9月17日公開、監督：萩原健太郎、主演：藤ヶ谷太輔・奈緒）
- この夏の星を見る（2025年7月4日公開、監督：山元環、主演：桜田ひより）

### アニメ
- ドラえもん＆Fキャラオールスターズ『月面レースで大ピンチ!?』（2019年3月9日 - 2020年1月30日公開、藤子・F・不二雄ミュージアムにて公開、監督：寺本幸代、主演：水田わさび）[29]
  - 書き下ろし脚本

### 漫画化
- 冷たい校舎の時は止まる（作画：新川直司、『月刊少年マガジン』2008年1月号 - 2009年5月号、講談社 全4巻 2008年11月 - 2009年5月・講談社文庫 上下巻 2012年9月）
- オーダーメイド殺人クラブ（作画：及川由美、『good!アフタヌーン』30号 - 43号、講談社 全2巻 2013年11月・2014年7月）
- スロウハイツの神様（作画：桂明日香、『ハツキス』2016年11月号 - 電子版11号、講談社 全4巻 2017年7月 - 2019年6月）
- かがみの孤城（作画：武富智、『ウルトラジャンプ』2019年7月号 - 2022年3月号、集英社 全5巻 2019年12月 - 2022年5月）
- 傲慢と善良（作画：鶴谷香央理、『web TRIPPER』2024年6月20日 - 、朝日新聞出版 既刊2巻 2024年9月 - ）

### 舞台化
- スロウハイツの神様（2017年7月5日 - 16日・2019年3月22日 - 4月7日、公演：キャラメルボックス、脚本・演出：成井豊）
- ハケンアニメ!（2019年10月 - 11月、主催：吉本興業、演出・脚本：G2）
- かがみの孤城（2020年8月28日 - 9月22日、主催：NAPPOS UNITED、演出・脚本：成井豊、出演：生駒里奈・溝口琢矢 / 2022年5月21日 - 6月4日、公演：キャラメルボックス、出演：田野優花・池岡亮介）
- ぼくのメジャースプーン（2022年5月20日 - 6月4日、公演：キャラメルボックス、脚本・演出：成井豊）

## メディア出演
映画（アニメ）
- 鬼神伝（2011年4月29日公開、配給：ソニー・ピクチャーズ エンタテインメント） - 町民役

テレビ番組
- 王様のブランチ（2012年7月28日、TBS） - インタビュー。直木賞受賞、『鍵のない夢を見る』について。
- 宮崎美子のすずらん本屋堂（2012年9月4日、BSイレブン） - インタビュー。『鍵のない夢を見る（君本家の誘拐）』、ドラえもん、綾辻行人、笹本恒子著『お待ちになって、元帥閣下』について。
- グレーテルのかまど（2023年9月11日、NHK Eテレ） - 第610回	辻村深月の二色ムース。
- タイプライターズ〜物書きの世界〜（2024年2月17日、フジテレビ） - 第31回（最終回）。